# West Odessa
West Odessa és una concentració de població designada pel cens dels Estats Units a l'estat de Texas. Segons el cens del 2000 tenia 17.799 habitants.

## Demografia
Segons el cens del 2000, West Odessa tenia 17.799 habitants, 5.742 habitatges, i 4.656 famílies. La densitat de població era de 110 habitants per km².
Dels 5.742 habitatges en un 45% hi vivien nens de menys de 18 anys, en un 65,7% hi vivien parelles casades, en un 10,4% dones solteres, i en un 18,9% no eren unitats familiars. En el 16% dels habitatges hi vivien persones soles el 5,5% de les quals corresponia a persones de 65 anys o més que vivien soles. El nombre mitjà de persones vivint en cada habitatge era de 3,09 i el nombre mitjà de persones que vivien en cada família era de 3,46.
Per edats la població es repartia de la següent manera: un 33,1% tenia menys de 18 anys, un 10% entre 18 i 24, un 28,7% entre 25 i 44, un 20,5% de 45 a 60 i un 7,7% 65 anys o més.
L'edat mediana era de 30 anys. Per cada 100 dones de 18 o més anys hi havia 97,8 homes.
La renda mediana per habitatge era de 31.277 $ i la renda mediana per família de 33.817 $. Els homes tenien una renda mediana de 29.443 $ mentre que les dones 19.450 $. La renda per capita de la població era d'11.907 $. Aproximadament el 17,5% de les famílies i el 19,9% de la població estaven per davall del llindar de pobresa.

## Poblacions més properes
El següent diagrama mostra les poblacions més properes.